# Special Edna
Special Edna titulado Edna especial en España y Una Edna muy especial en Hispanoamérica, en la versión original, es un episodio perteneciente a la decimocuarta temporada de la serie animada Los Simpson, emitido originalmente el 5 de enero de 2003. En 2006, IGN nombró a Special Edna como el mejor de la decimocuarta temporada. El episodio fue escrito por Dennis Snee y dirigido por Bob Anderson. Little Richard fue la estrella invitada. En el episodio, Bart nomina a su maestra, la Sra. Krabappel, para el premio de la maestra del año.

## Sinopsis
Todo comienza cuando la Sra. Krabappel les manda a sus alumnos hacer un trabajo sobre la Primera Guerra Mundial, el cual deberían traer hecho en tres semanas. Martin Prince sugiere que debe ser tipeado y, como mínimo, de diez páginas. Después de la clase, una cita que iban a tener Edna y Seymour Skinner queda cancelada cuando la madre de Skinner lo llama por teléfono.
En la casa de los Simpson, Bart se distrae al hacer el trabajo, primero silbando y luego con Milhouse, quien lo lleva a dar un paseo en helicóptero. Bart va a la biblioteca a buscar información, pero (notando que alguien había pagado por cien fotocopias pero solo había hecho una) no logra resistir la tentación de hacer noventa y nueve copias de su trasero. Al día siguiente, en la iglesia, los feligreses abren sus libros de cánticos, solo para ver al trasero de Bart burlándose de ellos. 
Al finalizar las tres semanas, Bart aún no había comenzado con el trabajo. El día anterior a la entrega, le pide ayuda al Abuelo. La historia del Abuelo sobre sus experiencias en la Primera Guerra, a la que había ido a los cuatro años de edad, no eran nada educativas, pero Bart decide escribirlo todo en el trabajo y lo rellena con publicidad para presentar las diez hojas. La Sra. Krabappel rechaza su trabajo y le dice que debería hacerlo bien después de la escuela. Mientras que Bart termina el trabajo, ve a Skinner cancelando una cita al cine con Edna, ya que su madre lo había vuelto a llamar. Bart consuela a Edna, y ella acepta su oferta de ir con él al cine, quedando agradecida. 
Lisa le sugiere a Bart nominar a la Sra. Krabappel para el premio de la Maestra del Año. La nominación de Bart es aceptada cuando los organizadores se dan cuenta de que Edna Krabappel realmente se las arreglaba para darle clases a Bart Simpson (quien se creía que era una "leyenda urbana"). Cuando se le informa a la Sra. Krabappel que estaba nominada para el premio, le agradece a Bart en una conferencia de prensa, preguntándose en voz alta si seguiría dando clases en caso de ganar el premio. Skinner está a punto de felicitar a Edna cuando su madre lo llama de nuevo, lo cual termina con la conferencia de prensa. Bart le informa a su familia que, como había sido quien había nominado a Edna, él y su familia irían a Orlando, Florida. La familia se entusiasma hasta que se dan cuenta de que la entrega de premios se llevaría a cabo en el EFCOT Center de Walt Disney World.
En Orlando, en el EPCOT Center, Marge y Lisa van a un lugar llamado "El Mundo del Mañana", en donde se veía una perspectiva del futuro. Homer y Bart van a un paseo en automóvil eléctrico, patrocinado por los "productores de gasolina de EE.UU", y el coche les dice que no puede ir muy rápido ni muy lejos. Además de eso, los hace ver homosexuales. 
Mientras, en la Escuela Primaria de Springfield, Skinner piensa en el hecho de que Edna podría irse de la escuela. El jardinero Willie le presta a Skinner su automóvil deportivo para que pueda ir a Orlando, en donde sorprende a Edna con un beso bajo los fuegos artificiales, hasta que son interrumpidos por Agnes, a quien Seymour había llevado también, por lo cual se enfurece de nuevo con Skinner. 
En la preparación para la ceremonia de premios, Skinner queda shockeado cuando oye que el ganador recibiría suficiente dinero como para poder dejar de trabajar. Le pide ayuda a Bart, luego, para anular las posibilidades de Edna de quedarse con el premio. En la ceremonia, presidida por Little Richard, cada estudiante debía hacerle una pregunta a su profesor nominado. Cuando Bart le pregunta a Edna qué le gustaría enseñarle al mundo, se hace pasar por un iletrado, hasta que Skinner, sintiéndose culpable dice la verdad, añadiendo que Edna debía ser la Maestra del Año porque "si alguien puede enseñarme a amar, puede enseñar cualquier cosa". Con uno de los anillos de Little Richard, Skinner le propone casamiento a Edna, y ella acepta. A pesar de que Edna tenía más apariencia de ganar el certamen, los jueces le dan el premio a otro profesor. La Sra. Krabappel pierde el premio, pero queda feliz ante la perspectiva de casarse con Skinner. 
Más tarde, Homer trata de irse de EFCOT Center; e intenta cololarse en Magic Kingdom (Otro parque de  Walt Disney World), saltando sus muros, y comienzan a sonar las alarmas y las luces, además de una voz que suena como la de Mickey Mouse, Homer logra saltar el muro y evadir la seguridad, pero al querer comprar un churro, grita y llora al enterarse del alto precio.